# 袁祖光
袁祖光（1867年—1930年），字骥孙，号晓村，别号瞿园。祖籍太湖，民初迁居望江縣麦元乡，清朝政治人物、同進士出身。
光绪二十年，鄉試中举。光绪二十九年，登進士三甲第二十六名，授吏部文选司主事，后歷任直隶州知州、湖北候补道尹。此後加盟同盟會，民國六年，擔任众议院议员。后历任豫、鄂、皖三省帑捐局局长等职。著作有《瞿园诗文集》、《缘天香雪箨诗话》、《摘星词杂十二种》、《古今齐谐》、《东游诗草》等。